# Cannetella

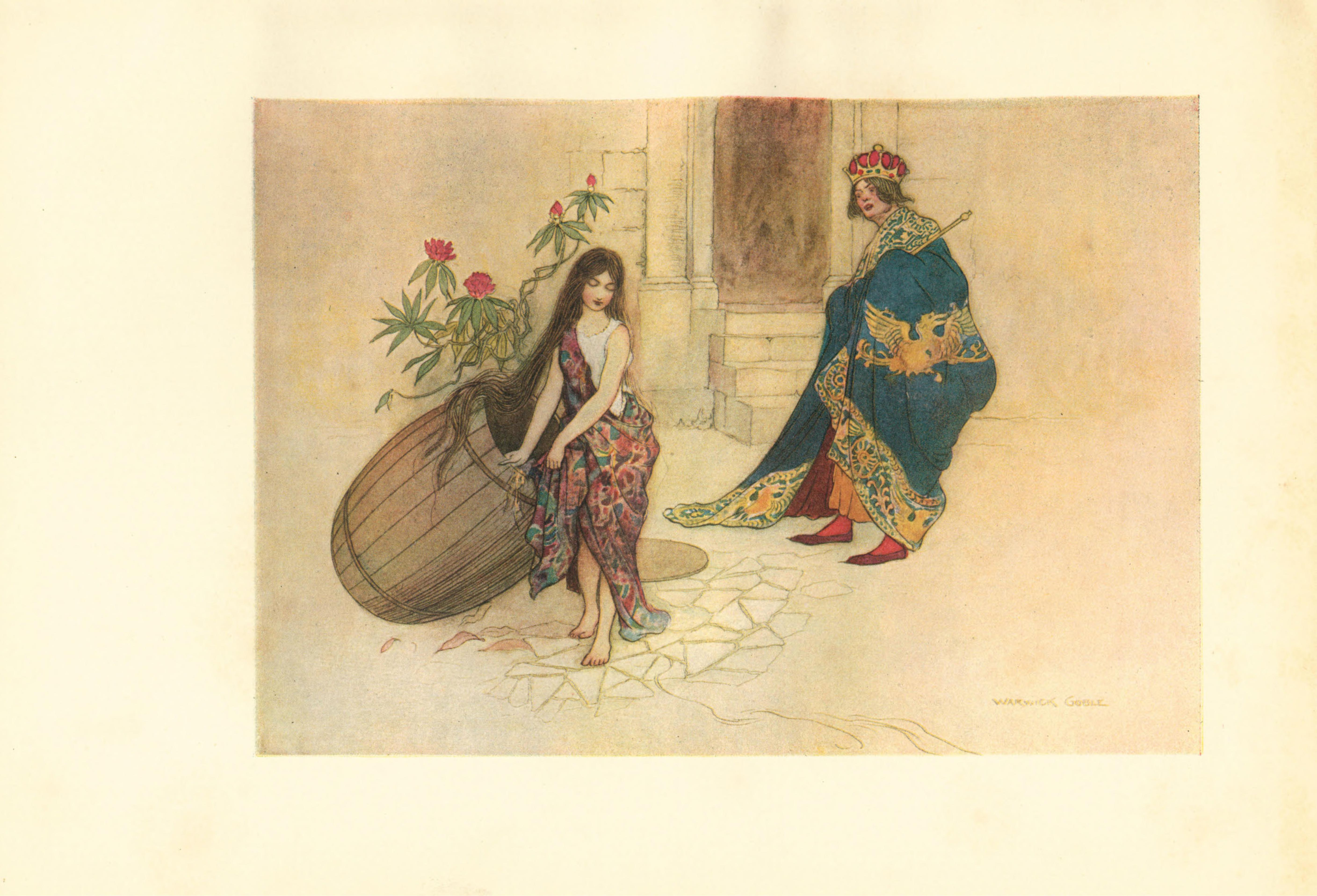
Illustration von Warwick Goble, 1911

Cannetella (ital. „canneto“, Schilfrohr) ist ein Märchen. Es steht in Giambattista Basiles Sammlung Pentameron als erste Erzählung des dritten Tages (III,1).

## Inhalt
Cannetella will nicht heiraten und fordert vom Vater einen Mann mit Goldkopf. Ein verfeindeter Zauberer lässt sich einen machen und steckt sie in einen Stall mit nur Pferdefutter. Einmal nimmt sie Trauben aus dem Garten, die Pferde verraten sie, da droht er, sie zu töten. Ein Latrinenputzer schmuggelt sie im Jauchefass heim. Erst am Muttermal erkennt sie der Vater und sie klagt ihr Leid. Der Böse besticht die alte Nachbarin und erspäht Cannetella vom Balkon. Sieben Eisentüren sollen sie schützen, doch er lässt ein Zauberpapier in ihr Bett stecken, das alle im Haus einlullt. Wie er sie fort zerrt, fällt es heraus. Alle erwachen und töten ihn.

## Bemerkungen
Der König nennt seine Tochter „Cannetella“ (Röhrchen), nach Syrinx, der vor Pan floh und zu Schilfrohr wurde (Ovids Metamorphosen, I). Ein Jauchefass zur Leerung von Neapels Klos ist hier Gipfel der Demütigung. Gewitzter sind Basiles Heldinnen in III,4 Die weise Liccarda, V,3 Pinto Smauto. Das Papier enthält vielleicht eine Droge, vgl. III,9 Rosella.
Das Märchen erschien auf Deutsch zuerst in Kletkes Märchensaal, Nr. 12. Es erinnert heute an König Drosselbart und Blaubart. Rudolf Schenda nennt italienische Fassungen im 19. und 20. Jahrhundert: Gonzenbachs Sizilianische Märchen Nr. 22, Pitrè/Schenda/Senns Märchen aus Sizilien Nr. 15 und Nr. 43, neuere Varianten in Cirese/Serafinis Tradizioni orali non cantate.
Walter Scherf sieht ein Mädchen, das daheim nicht ausziehen will, über die kindliche Mischung aus Angst und Anmaßung soll man wohl lachen. Beginnen aber Märchen mit Tochter-Vater-Konflikt oft mit Einmauern, endet dieses so. Das Schreien der einsam Wachenden ist ein Alptraum, eine Reifung am Dämon fehlt, vgl. Deusmi, Das Mädchen und die Hundsköpfe.